# Людомирка
Людомирка — река на Украине.
Протяжённость 20 км. Равнинная река, преимущественно широкая, местами заболочена, в верхней и средней части залесена. Русло слабоизвилистое, на значительной протяжённости канализировано. Людомирка берёт начало западнее села Стожок, при северо-западных склонах Кременецких гор. Течет на запад, далее — на северо-запад. Впадает в Икву неподалеку от села Комаровка.
На реке расположены сёла Голуби, Шепетин, Студянка.